# Niezależne Wydawnictwo Polskie
Niezależne Wydawnictwo Polskie Sp. z o.o. – firma prowadząca prasową działalność wydawniczą od 26 października 2004 roku.
Jest właścicielem lub współwłaścicielem:
- dziennika ogólnopolskiego Gazeta Polska Codziennie
- tygodnika Gazeta Polska[2]
- miesięcznika Nowe Państwo
- portalu gazetapolska.pl
- platformy VOD vod.gazetapolska.pl
- anglojęzycznego portalu informacyjnego freepl.info[3]

## Produkcja filmowa
Przedsiębiorstwo zajmuje się również produkcję filmową. Nakładem NWP ukazały się:
- Mgła (2011), scenariusz i realizacja: Maria Dłużewska, Joanna Lichocka; film dokumentalny o wydarzeniach związanych z katastrofą polskiego Tu-154 w Smoleńsku 10 kwietnia 2010 roku.
- 10.04.10 (2011), scenariusz i realizacja: Anita Gargas; pierwszy film śledczy o tragedii smoleńskiej.
- Kibol (2011), reżyseria: Tadeusz Śmiarowski; o zaogniającym się konflikcie rządu z kibicami.
- Przebudzenie (2011), reżyseria: Joanna Lichocka; opisujący reakcje społeczeństwa w związku z katastrofą smoleńską.
- Pogarda (2011), scenariusz i realizacja: Maria Dłużewska, Joanna Lichocka; kontynuacja filmu Mgła, z perspektywy członków rodzin osób, które zginęły w smoleńskiej katastrofie.
- Anatomia upadku (2012), scenariusz i reżyseria: Anita Gargas; film śledczy o katastrofie smoleńskiej.
- Prezydent (2013), scenariusz i realizacja: Joanna Lichocka, Jarosław Rybicki[5]
- Anatomia upadku 2 (2014), scenariusz i reżyseria: Anita Gargas; film śledczy o katastrofie smoleńskiej.